# Попенко, Елена Павловна
Елена Павловна Попенко (Малышева) (род. 14 сентября 1938, Приморская область, Дальневосточный край) — советская и российская актриса театра и кино. Артистка Тульского академического театра драмы. Заслуженная артистка Российской Федерации (1993).

## Биография
Елена Попенко родилась 14 сентября 1938 года под Владивостоком в семье военного. Актрисой она решила стать ещё в детском возрасте и после окончания школы проходила творческие испытания в нескольких театральных вузах Москвы. Попенко была принята в школу-студию МХАТ, но в итоге остановила свой выбор на ГИТИСе имени А. В. Луначарского, который окончила в 1960 году.
Творческий путь Попенко начала в Московском театре драмы имени Пушкина. Работала в Новосибирском театре «Красный факел», Горьковском театре драмы им. М. Горького, Ставропольском театре драмы им. М. Ю. Лермонтова и Ростовском театре драмы им. М. Горького. С 1987 году актриса состоит в труппе Тульского театра драмы. На тульской сцене она сыграла более двадцати ролей в таких постановках, как «Женское постоянство» (1988), «Гарольд и Мод» (1991), «Всё о Еве» (1994), «Неугомонная бабушка, или Пока она умирала…» (1997), «Афинские вечера» (2002) и «Странная миссис Сэвидж» (2007). На большом экране появилась в фильмах «У нас есть дети» (1966) и «Зарубки на память» (1973).
Актриса была замужем за режиссёром, заслуженным деятелем искусств РСФСР, Алексеем Александровичем Малышевым (1929—2020), с которым познакомилась в Новосибирске в театре «Красный факел». В браке родился сын Александр, ставший театральным художником.

## Творчество

### Роли в театре

#### Тульский академический театр драмы
- 2002 — «Измена» (Ричард Бринсли Шеридан) — Дуэнья
- 2007 — «Странная миссис Сэвидж» (Джон Патрик) — миссис Этель Сэвидж
- 2008 — «Свои люди — сочтёмся» (Александр Островский) — Аграфена Кондратьевна
- 2010 — «Дуэнья» (Ричард Бринсли Шеридан) — Дуэнья
- 2011 — «Деревья умирают стоя» (Алехандро Касона) — бабушка
- 2012 — «Веер леди У.» (Оскар Уайльд) — герцогиня Бервик
- 2013 — «Ретро» (Александр Галин) — Роза Александровна Песочинская
- 2016 — «Женское постоянство» (Уильям Сомерсет Моэм) — миссис Калвер
- 2021 — «Закат» (Исаак Бабель) — мадам Вайнер
- 2021 — «Дядюшкин сон» (Фёдор Достоевский) — дама в чёрном

### Роли в кино и на телевидении
- 1966 — «У нас есть дети…» — Снегурочка
- 1973 — «Зарубки на память» — Анна
- 1989 — «Васька»
- 2013 — «Я возвращаюсь домой»

## Издательства
- Сибирские огни. — Западно-сибирское книжное изд-во, 1971. — 1184 с.
- Баландин Л. Елена Попенко. [Об актрисе драм. театра «Красный факел». Новосибирск]. Сиб. огни, 1971, № 7, с. 160-164.
- Театральная жизнь.. — 1983. — 304 с.